# Nototriton gamezi
Nototriton gamezi es una especie de salamandras en la familia Plethodontidae. Es endémica de Costa Rica.
Su hábitat natural son los montanos tropicales o subtropicales.
Está amenazada de extinción debido a la destrucción de su hábitat.